# Polyipnus elongatus
Polyipnus elongatus es un pez que pertenece a la familia Sternoptychidae. Habita en aguas profundas del Océano Pacífico, al sudoeste de Australia, a profundidades de hasta unos 400 metros (1300 pies).
Esta especie marina fue descrita por Borodulina en 1979.